# Monterosso al Mare
Monterosso al Mare er en by og comune i La Spezia, der ligger i Liguria, Italien. Det er en af de fem landsbyer som kendes som Cinque Terre.
Monterosso al Mare og de andre Cinque Terre-byer var inspiration til den fiktive by Portorosso i animationsfilmen Luca (2001).

## Galleri
- Smal gade i Monterosso al Mare
- Stranden
- Skulpturen Il Gigante (Kæmpen)